# Waleri Wladimirowitsch Filippow
Waleri Wladimirowitsch Filippow (russisch Валерий Владимирович Филиппов, auch transkribiert als Valerij Vladimirowitch Filippov; * 28. November 1975) ist ein russischer Schachmeister. 

## Erfolge
Filippow ist seit 1996 Großmeister.
Er hat 2004 an der FIDE-Schachweltmeisterschaft in Tripolis teilgenommen. Dort scheiterte er in der dritten Runde an Alexander Grischtschuk. 
Seine Elo-Zahl beträgt 2553 (Stand: Juli 2014), er wird jedoch als inaktiv geführt, da er seit einem Mannschaftsturnier im November 2010 in Kemerowo keine gewertete Partie mehr gespielt hat. Seine höchste Elo-Zahl erreichte er im April 2004 mit 2639. 

## Mannschaftsschach
Fillipow nahm an der Schacholympiade 1998 in Elista mit Russlands zweiter Mannschaft und an der Mannschaftseuropameisterschaft 1999 in Batumi am Spitzenbrett der russischen Mannschaft teil.
An der russischen Mannschaftsmeisterschaft nahm Fillipow zwischen 1995 und 2006 elfmal teil (1995 und 1996 für Kuzbass-OSDYuShOR Kemerovo, 1998 für Jamal Nojabrsk, 1999 bis 2003 für Tomsk-400 und 2004 bis 2006 für Ladja Kasan-1000). Fillipow nahm außerdem achtmal am European Club Cup (mit Tomsk, Gasowik Tjumen und Kasan) teil.